# Evangelische Kirche (Tann)

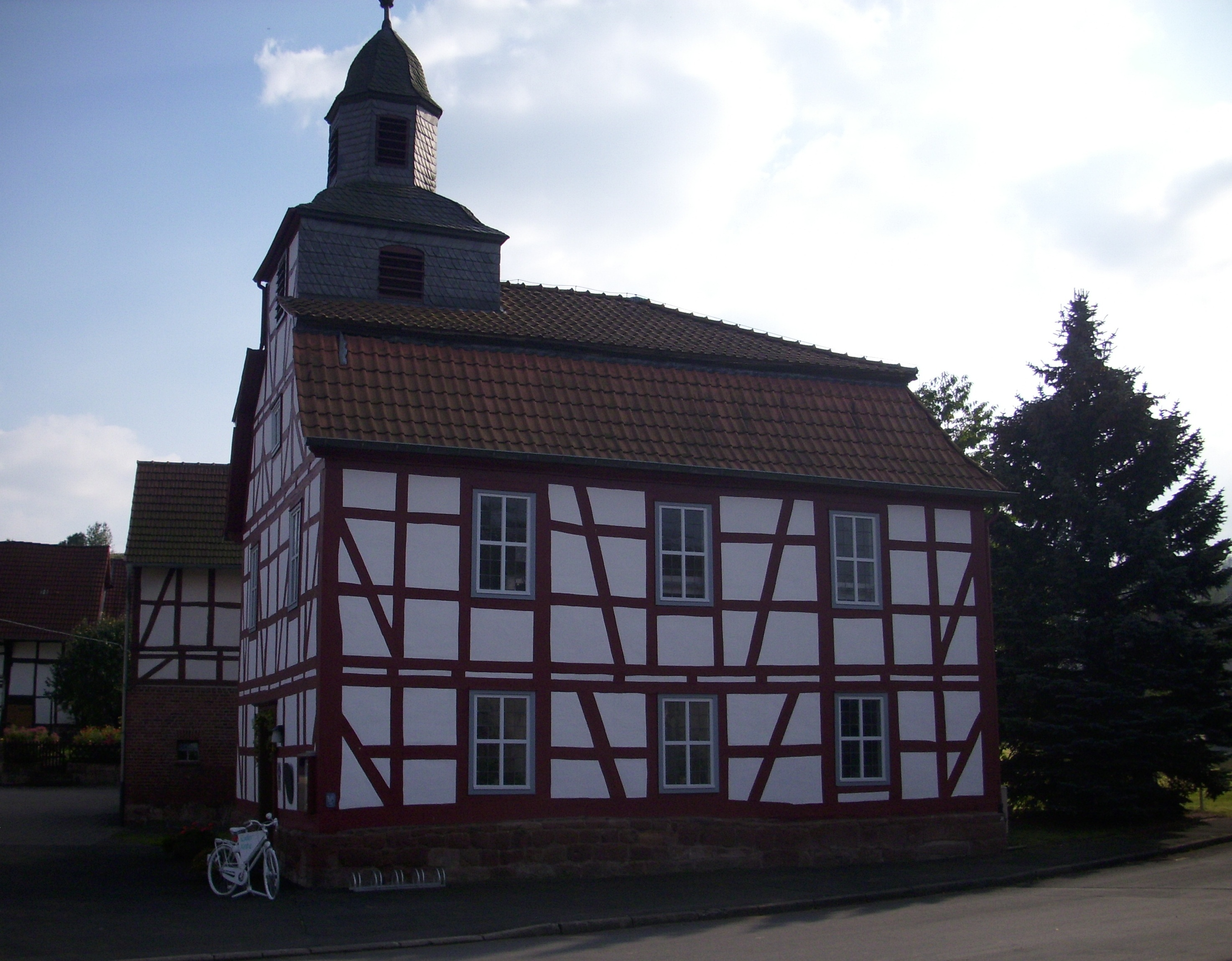
Evangelische Kirche (Tann)

Die Evangelische Kirche Tann ist ein denkmalgeschütztes Kirchengebäude, das in Tann steht, einem Ortsteil der Gemeinde Ludwigsau im Landkreis Hersfeld-Rotenburg (Hessen). Die Kirchengemeinde gehört zum Kirchenkreis Hersfeld-Rotenburg im Sprengel Hanau-Hersfeld der Evangelischen Kirche von Kurhessen-Waldeck.

## Beschreibung
Die Fachwerkkirche wurde 1798 erbaut. Das Kirchenschiff ist mit einem Mansarddach bedeckt, das im Westen abgewalmt ist. Aus ihm erhebt sich im Osten ein quadratischer Dachturm, der den Glockenstuhl mit zwei Kirchenglocken beherbergt. Er hat einen achteckigen Aufsatz, auf dem eine glockenförmige Haube sitzt. 
Der mit einer Flachdecke überspannte Innenraum hat dreiseitig umlaufende Emporen. Hinter dem Altar steht die Kanzel mit dem an der Wand befestigten Schalldeckel.